# JAKQ電擊隊
《JAKQ電擊隊》，是由日本東映製作的《超級戰隊系列》第2部特攝作品，於1977年（昭和52年）4月9日至同年12月24日期間每週六晚上7時30分在朝日電視台首播。

## 作品特色
- 以「撲克牌」為主题的戰隊。
- 戰士代號中不存在顏色或數字名詞，取而代之的是「花色」+「等級」（Big·One除外）。
- 首部播放不足一年的戰隊電視作品，因前期成人化劇情造成收視率低迷而不幸被腰斬[來源請求]，全劇只有35集。

## 故事概要
邪惡的犯罪組織克萊姆在各地進行多個犯罪活動。而國際科學特搜隊的日本支部長官鯨井大助為了對抗克萊姆，而將策劃的改造人部隊強行推動，將兩名遴選出的青年、一名女刑警以及一名殉職特搜隊員進行改造人手術，因此改造人戰隊－「JAKQ電擊隊」就此誕生。四人將失去肉身的悲哀隱藏在內心深處，與克萊姆持續抗戰。而中期克萊姆導入了侵略機械人，暴露出征服世界的野心；而JAKQ電擊隊方面也加入了行動隊長－Big·One，使戰局更趨激烈。

## 登場角色

### JAKQ電擊隊
JAKQ電擊隊，通稱「JAKQ」，由「國際科學特搜隊」日本支部組結，與犯罪組織克萊姆戰鬥的隊伍。
全員皆為改造人，並且擁有異於常人的能力。
櫻井 五郎（さくらい ごろう）／♠黑桃Ace
演：丹波義隆
沉著冷靜的熱血男兒，正義感極強，喜歡小孩。
曾為現代五項的奧運金牌得主，原本為準備下屆奧運會而在大學擔任教練，而運動萬能的他雖被鯨井相中卻一直拒絕對方的加入勸說，然而後來在親眼目睹克萊姆對凱倫施襲後便決心接受改造人手術成為JAKQ的一員。
以核能驅動的改造人，具備可透視的雙眼中性子望遠鏡、內置於雙耳的遠距離收音裝置等，另外其右肩亦內置小型原子爐，然而一旦過熱便會失控。
東 龍（ひがし りゅう）／♦方塊Jack
演：伊東平山
以電力驅動的改造人。
原為世界排名第二的沉量級拳擊手，但因被迫要求比賽造假而選擇退出業界。後來在拉斯維加斯時遇上騙子並且被捲入殺人案件，兼且在準備逃亡回國時被警方逮捕，而在回國後卻經鯨井勸說，故接受改造人手術成為JAKQ的一員。
由於他在拳擊手時期養成的飢餓精神，讓他有不為所動的勇氣，故自身亦具有很強的心理韌性與強烈的責任感。
興趣是現代爵士，並且有收集現代爵士的唱片習慣。
接受了改造人手術的東除了其雙眼擁有與櫻井同樣的透視能力外，其右手手指亦均內藏能切開厚實牆壁的電子切割刀以及小型雷射炮方塊雷射等。另外東亦能透過與目標人物接觸時將其電力注入其對象，從而知悉對方的行動。
凱倫·水木（カレン みずき）／♥紅心Queen
演：Mitchi Love
JAKQ中唯一一位女性改造人。
原為負責毒品案件的刑警，然而因於一次搗破毒品集團後遭到克萊姆的報復，雖被路過的櫻井救起卻失去了自己的右手與父親，後來自願接受手術成為JAKQ的一員。
個性陽剛，並且擅長變裝與空手道，但作為女生的她仍會有女孩子的一面，另外她亦對自己的救命恩人櫻井抱有淡淡愛意。
以磁力驅動的改造人，其右手除了可釋放磁力波以改變已發射子彈的彈道甚至捕捉子彈外，其手指亦內藏磁力計算器以檢測及計算重量。
大地 文太（だいち ぶんた）／♣梅花King
演：風戶佑介
原為隸屬國際科學特搜隊的準海洋學者，有著興建海洋城市的抱負而被鯨井賞識，但於一次乘坐潛水艇進行深海探索時因遇上缺氧意外而殉職，後來被鯨井施手術後獲得重生。
原有一個年幼的妹妹，然而不幸聯同其父母在一次空難中喪生；另外其自身亦較喜歡玩劍玉。
以重力驅動的改造人，在變身後能以具重力的長鍊式雙手臂對敵人進行拳擊。
番場 壯吉（ばんば そうきち）／ 1 Big·One
演：宮内洋
於第23集初登場。
原在美國擔任國際科學特搜隊的獨立調查員，其後當鯨井被調往紐約後便接任其位置成為JAKQ的行動隊長。
是位神出鬼沒的變裝高手，雖與其餘四人同為改造人，但於變身為Big·One時並無須使用強化膠囊，而變身後擁有四人各自的核能、電力、磁力、重力的四大能力，同樣地亦因能夠有如鳥類在空中滑翔，故而有「白色鳥人」的外號。
其他登場作品：《百獸戰隊牙吠連者VS超級戰隊》、《豪快者 護星者 超級戰隊199英雄大決戰》

#### JAKQ電擊隊的協力者／相關者
鯨井 大助（くじらい だいすけ）
演：田中浩
國際科學特搜隊的幹部兼日本支部的長官，並是人體改造學的改造人手術權威。
為對抗克萊姆而創立「JAKQ電擊隊」，並作為其指揮官，代號「Joker」。
後來被任命調往紐約本部擔任科學技術廳的長官，直到最後為替被克萊姆重傷的凱倫施手術而回國。
已婚，並且育有一女。
倉鼠
聲：江川菜子
由鯨井飼養及改造的倉鼠，亦因而能夠說人類的語言。
女性隊員7-10號
演：工藤瑠美（7號）、 引馬厚代（8號）、高瀬夕子（9號）、 蘆澤道子（10號）
四人皆為輔助JAKQ的女性工作員，其中9、10號在番場加入JAKQ後亦兼任其秘書。
姬 玉三郎（ひめ たまさぶろう）
演：林家源平
由國際科學特搜隊的松山支部調往JAKQ本部的廚師，於第23集初登場。
以愛媛方言說話，喜歡說落語，但較為不善於看場合行事。
與番場的關係良好，而其餘四人雖不喜歡他，但對其仍保留友誼。

### 克萊姆
克萊姆，為在世界各地進行犯罪活動的犯罪組織。
鐵之爪（アイアンクロー）
演：石橋雅史
克萊姆的首領。
個性冷血無情，對於失敗亦絕不饒恕。
其右手為可彈出的鐵手臂，並藉此處決任務失敗的部下。
能夠變身為「戰士鐵之爪」親赴前線戰鬥，擅長格鬥技與念力，並且視番場／Big·One為其宿敵。
最後在知悉夏因的真面目後與JAKQ決戰，結果被對方以Big Bomber消滅。
夏因
聲：依田英助、岡田道郎（第25、31集）、丸山詠二（第27集）
克萊姆的真正支配者，於第23集初登場。
初期以光球形態與鐵之爪對話，甚至曾以外星人的影子現身。
其真面目為外星靈體，並以內置人工頭腦的球體對克萊姆發號施令，但最後被JAKQ識破。
克萊姆Boss
克萊姆的人類幹部。
負責在其所轄地區指揮犯罪活動，而其地位則與機械怪物相近。
機械怪物
由克萊姆以其超科學的力量製造的犯罪型戰鬥機械人。
侵略機械人
由克萊姆導入的高性能機械人，於第23集首次出現。
雖然名為機械人，但當中仍包括經改造後的外星生物。
與機械怪物相比其擁有較優越的戰鬥力及智力，並且能承受JAKQ Kovac的攻擊。
伊卡洛斯大王
聲：飯塚昭三
於第34集初登場的侵略機械人。
被夏因下令擔任克萊姆的首領，故而引起鐵之爪不滿。
最後於與JAKQ戰鬥時的逃脫，結果當回到基地後則遭到鐵之爪處決。
克萊瑪
克萊姆的士兵。

## JAKQ電擊隊的裝備

### 裝備／武器
共同裝備：
強化膠囊
除了番場／Big·One外其餘四人的變身裝置。
四人進入了強化膠囊後則會被各自的強化能量照射而變身。
隊員頭盔
除了番場／Big·One外其餘四人在變身前會配戴的頭盔，而其頭盔左側皆配有作為通訊的麥克風。
個人裝備／武器：
♠ 黑桃Ace
Spade Art
具核能的武器，擁有「鞭子」與「弓」兩種形態。
♦方塊Jack
Diamond Sword
具有電流以及可伸縮刀刃的劍。
♥ 紅心Queen
Heart Q
具備磁力的小型「Q」字盾。
能以吸斥形式擾亂敵人，並且可作為手裏劍投擲之用。
炸彈探測器
為凱倫配戴的特殊心形吊墜，一旦檢測到炸彈甚至機械怪物的磁力反應便會自動浮起。
 1 Big·One
Big·Baton
番場／Big·One的棒型武器。
具有增強四大能源（核能、電力、磁力、重力）的功效，並且能集中四大能源以發放技能「Big·One Finish」。
必殺技：
JAKQ Kovac
為除了Big·One外其餘四人的前期必殺技。
四人會將各自的能源注進敵人體內後讓其身驅爆炸。
Big Bomber
為於Big·One加入JAKQ後出現的必殺大炮，於第23集初登場。
四人會負責組裝大炮，隨後由Big·One裝備火箭型彈藥後對敵人發射，另外於後期其彈藥亦會根據發射對象的弱點而變形。

### 運輸工具
Sky Ace
JAKQ的大型戰鬥機。
可垂直升降，並且內置可活動分離艙Sky Container。
配備導彈Sky Missile、火箭炮Ace Rocket、可伸縮工作手臂Sky Hand、鑽頭Sky Drill以及金屬探測器等，另外Sky Ace可藉著以聲控操作的無線通訊器實行無人駕駛。
Sky Container
Sky Ace的可垂直升降分離艙。
內置除了番場／Big·One外其餘四人變身時的強化膠囊，並且可收納四輛JAKQ機車以及Jack Tank。
JAKQ Machine
為除了番場／Big·One外其餘四人各駕駛的機車。
♠ Spade Machine
櫻井／黑桃Ace駕駛的2人座置中引擎設計的跑車。
配備衝擊波發射裝置、雷射炮Flying Laser、兩把內嵌門車頭燈式的20毫米機關槍、高性能的雷達通信器以及可接收來自四面八方的音波探測器等。
♦ Mach Diamond
東／方塊Jack駕駛的方程式賽車。
能保持長距離行駛，其速度亦為所有JAKQ機車中最快，並且能夠透過其噴射裝置進行短時間的懸空行駛。
配備切割器Diamond Cutter以及槍械發射導彈Diamond Missile等。
♥ Heart Buggy
凱倫／紅心Queen駕駛的越野車。
其速度為所有JAKQ機車中最慢，然而可適宜行駛任何地形。
配備磁力引擎、干擾電波、救援用的急救箱、機關槍以及小型地雷等。
♣ Auto Clover
大地／梅花King駕駛的摩托車。
擁有強勁的機動性，而其重量亦為所有JAKQ機車中最重。
配備三把20毫米機關槍（前端一把；尾端兩把）、紅外線燈以及噴射裝置等。
Jack Tank
JAKQ的水陸兩用裝甲車，於第2集初登場。
主要武器為火箭炮Jack Tank Rocket與105毫米無後座力炮，另外還配備鏟子Jack Shovel、位於車體尾端的雙手臂Long Hand以及位於車體兩側的手臂Two Hand等；另外Jack Tank亦內置一個變身用的強化膠囊。

## 設定
克萊姆要塞島
克萊姆的基地總部，為位處於太平洋的一座未有在地圖上出現的無人島嶼。
外觀為全岩石的島嶼，其內部卻有大量科技設備。
最後被JAKQ識破並摧毀。
惡魔鯊魚
克萊姆的主力戰鬥機。
能夠發放空中水雷，其破壞力亦能夠摧毀一艘航空母艦。
克萊姆裝甲車
克萊姆的特殊裝甲車，於第3集初登場。
配備噴射火焰與槍械等武器。

## 製作團隊
製作人員：
- 原作：石森章太郎
- 製作人：
  - 朝日電視台：萩野隆史、小泉美明
  - 東映：吉川進

- 劇本：上原正三、押川國秋、曾田博久、高久進、新井光、平山公夫、長坂秀佳
- 導演：竹本弘一、平山公夫、田口勝彥、山田稔
- 武打：山岡淳二（JAC）
- 配樂：渡邊宙明
- 製作：朝日電視台、東映

皮套演員：
- ♠黑桃Ace：春田三三夫、岡本美登、山岡淳二、村上潤（代演）
- ♦方塊Jack：鈴木弘道
- ♥紅心Queen：橫山稔
- ♣梅花King：古賀弘文
-  1 Big·One：春田三三夫、岡本美登

## 播放列表
以下時間以當地時間（日本時間）為準：
| 日本首播日期 | 集數 | 標題 （日語）（漢譯）                  | 登場機械怪物➝侵略機械人            | 編劇          | 導演     |
| ------------ | ---- | -------------------------------------- | ---------------------------------- | ------------- | -------- |
| 1977/04/09   | 1    | 4張牌！！王牌是JAKQ                    | - 惡魔殺手（声：飯塚昭三）         | 上原正三      | 竹本弘一 |
| 1977/04/16   | 2    | 2 Ten Jack！！秘密工場的電擊           | - 惡魔鑽頭（声：飯塚昭三）         | 上原正三      | 竹本弘一 |
| 1977/04/23   | 3    | 5道閃光！！咆哮的黑豹                  | - 惡魔炸彈（声：飯塚昭三）         | 上原正三      | 奧中惇夫 |
| 1977/04/30   | 4    | 1個小丑！！完美犯罪的死角              | - 惡魔槍械（声：丸山詠二）         | 上原正三      | 奧中惇夫 |
| 1977/05/07   | 5    | 3張抓拍！！背叛的間諜                  | - 惡魔摔絞手（声：飯塚昭三）       | 上原正三      | 竹本弘一 |
| 1977/05/14   | 6    | 9副撲克！！美女的陷阱                  | - 惡魔亞馬遜（声：京田尚子）       | 押川國秋      | 竹本弘一 |
| 1977/05/21   | 7    | 8輛超級跑車！！超速300公里             | - 惡魔電力（声：丸山詠二）         | 上原正三      | 奧中惇夫 |
| 1977/05/28   | 8    | 6個目標！！爆炸之花                    | - 惡魔花（声：依田英助）           | 押川國秋      | 奧中惇夫 |
| 1977/06/04   | 9    | 7份率直！！地獄的必殺拳                | - 惡魔蜘蛛（声：依田英助）         | 上原正三      | 竹本弘一 |
| 1977/06/18   | 10   | 11個收藏品！！幸福的招待               | - 惡魔劍（声：大宮悌二）           | 曾田博久      | 竹本弘一 |
| 1977/06/25   | 11   | 13項賭注！！燃燒吧！友情之焰           | - 惡魔幫派（声：丸山詠二）         | 高久進 新井光 | 奧中惇夫 |
| 1977/07/02   | 12   | 10個金字塔！！黃金面具之迷宮           | - 惡魔斯芬克斯（声：青森伸）       | 上原正三      | 奧中惇夫 |
| 1977/07/09   | 13   | 藍色關鍵！！密室殺人之謎團             | - 惡魔拳頭（声：丸山詠二）         | 上原正三      | 平山公夫 |
| 1977/07/16   | 14   | 超級跑車！！猛烈！！大激走！！         | - 惡魔狼（声：飯塚昭三）           | 平山公夫      | 平山公夫 |
| 1977/07/23   | 15   | 深紅的神秘！！怪談·吸血鬼              | - 惡魔木乃伊（声：飯塚昭三）       | 上原正三      | 奧中惇夫 |
| 1977/07/30   | 16   | 黑色棒球！！會攻擊的魔球               | - 惡魔球（声：飯塚昭三）           | 上原正三      | 奧中惇夫 |
| 1977/08/13   | 17   | 黑色惡魔！！怪談·地獄的家              | - 惡魔惡魔（声：依田英助）         | 上原正三      | 竹本弘一 |
| 1977/08/20   | 18   | 藍色漩渦！！秘密間諜的面貌             | - 惡魔釣魚客（声：依田英助）       | 上原正三      | 竹本弘一 |
| 1977/08/27   | 19   | 深紅的大冒險！！無止魔境的鬼退治       | - 惡魔野人（声：丸山詠二）         | 上原正三      | 平山公夫 |
| 1977/09/03   | 20   | 暗黑的使者！！行走黑暗的透明怪物       | - 惡魔蟲眼（声：依田英助）         | 押川國秋      | 平山公夫 |
| 1977/09/10   | 21   | 玫瑰色的棒球時代！！克萊姆的擊球員     | - 惡魔擊球員（声：永井一郎）       | 上原正三      | 竹本弘一 |
| 1977/09/17   | 22   | 紅色大逆轉！！自爆軍團的攻擊           | - 惡魔碎片（声：依田英助）         | 新井光        | 竹本弘一 |
| 1977/10/01   | 23   | 白色鳥人！Big·One                      | - 核能魔女（声：京田尚子）         | 上原正三      | 竹本弘一 |
| 1977/10/08   | 24   | 是惡魔？還是天使？！神秘的吹笛男       | - 地獄天使（声：丸山詠二）         | 上原正三      | 竹本弘一 |
| 1977/10/15   | 25   | 勝利嗎？還是死亡？！鬼將軍與機械化軍團 | - 亞靈加姆將軍（声：飯塚昭三）     | 上原正三      | 田口勝彥 |
| 1977/10/22   | 26   | 難道是侵略者！？神秘的宇宙海盜船       | - 鬼船長（声：飯塚昭三）           | 上原正三      | 田口勝彥 |
| 1977/10/29   | 27   | 獨裁者的野心！！破碎吧！死亡收容所     | - 庫洛斯達戈魯總統（声：丸山詠二） | 上原正三      | 竹本弘一 |
| 1977/11/05   | 28   | 我的秘密！口袋中的宇宙怪物             | - 觸手僧人（声：青森伸）           | 上原正三      | 竹本弘一 |
| 1977/11/12   | 29   | 來吧百變！鐵之爪對Big·One              | - 螳螂大酋長（声：飯塚昭三）       | 上原正三      | 山田稔   |
| 1977/11/19   | 30   | 呼叫死亡的暗號！扭轉的猛毒眼鏡蛇       | - 眼鏡蛇大神官（声：飯塚昭三）     | 上原正三      | 山田稔   |
| 1977/11/26   | 31   | 赤的衝擊！間諜是小學四年級生           | - 鯨鯊汗（声：飯塚昭三）           | 上原正三      | 竹本弘一 |
| 1977/12/03   | 32   | 哪一個是真的？！Big·One大危機          | - 變色龍大隊長（声：飯塚昭三）     | 長坂秀佳      | 竹本弘一 |
| 1977/12/10   | 33   | 電擊隊全滅？！克萊姆的烹飪教室         | - 水牛提督（声：丸山詠二）         | 押川國秋      | 山田稔   |
| 1977/12/17   | 34   | 潛入！克萊姆的要塞島                   | - 伊卡洛斯大王（声：飯塚昭三）     | 上原正三      | 山田稔   |
| 1977/12/24   | 35   | 大勝利！再會了JAKQ                     | - 伊卡洛斯大王（声：飯塚昭三）     | 上原正三      | 山田稔   |

## 音樂
片頭曲：
作詞：石森章太郎
作曲、編曲：渡邊宙明
演唱：佐佐木功、蟋蟀'73
片尾曲：
作詞：八手三郎
作曲、編曲：渡邊宙明
演唱：佐佐木功
插曲：

作詞：八手三郎
作曲、編曲：渡邊宙明
演唱：佐佐木功、蟋蟀'73、The Chirps

作詞：八手三郎
作曲、編曲：渡邊宙明
演唱：佐佐木功、The Chirps

作詞：石森章太郎
作曲：渡邊宙明
編曲：武市昌久
演唱：前川陽子

作詞：石森章太郎
作曲、編曲：渡邊宙明
演唱：佐佐木功、蟋蟀'73、The Chirps

作詞：八手三郎
作曲：渡邊宙明
編曲：武市昌久
演唱：佐佐木功

作詞：八手三郎
作曲、編曲：渡邊宙明
演唱：佐佐木功、蟋蟀'73

作曲、編曲：渡邊宙明
台詞：Iron Claw
合唱：The Chirps

作詞：八手三郎
作曲、編曲：渡邊宙明
演唱：佐佐木功

## 劇場版
《JAKQ電擊隊VS五連者》
與《秘密戰隊五連者》的聯動劇場版，於1978年3月18日上映。

## 海外播放
香港曾於1981年至1982年期間由麗的電視以《皇牌突擊隊》的譯名播放。

## 外部連結
- DVD ジャッカー電撃隊 （页面存档备份，存于）（東映ビデオ内にあるサイト）